# Odontolabis cuvera rattii
Odontolabis cuvera rattii es una subespecie de coleóptero de la familia Lucanidae.

## Distribución geográfica
Habita en Bután.